# Мелендуньо
Меленду̀ньо (на италиански: Melendugno) е град и община в Южна Италия, провинция Лече, регион Пулия. Разположен е на 36 m надморска височина. Населението на общината е 9830 души (към 2011 г.).